# 高槻市立竹の内小学校
高槻市立竹の内小学校（たかつきしりつ たけのうちしょうがっこう）は、大阪府高槻市にある公立小学校。

## 沿革
- 1975年4月：開校
- 同7月：プール完成
- 同12月：体育館完成
- 1981年4月：養護学級設置
- 1997年：コンピューター室完成
- 2022年頃コンピューター室閉室今は空室となってる

## 通学区域
- 高槻市 竹の内町、南大樋町、大塚町4・5丁目、番田1・2丁目、北大樋町、辻子3丁目

卒業生は基本的に高槻市立第十中学校へ進学する。

## 交通
- 京阪バス 北大塚バス停 西へ約550m。
- 高槻市営バス（19玉川橋団地） 竹の内小学校前バス停 すぐ。
- 阪急京都線 高槻市駅 北へ約3km。
- 東海道本線（JR京都線） 高槻駅 北へ約3.7km。
- 京阪本線 枚方公園駅南東へへ約2.7km。